# タール色素
タール色素（タールしきそ）は、染料あるいは合成着色料の一種。食品、医薬品、口紅などの化粧品、衣服などの工業製品などの着色料、食品添加物として使用される。

## 解説
タール色素はもともとはコールタールから得られるベンゼンやナフタレン、フェノールやアニリンといった芳香族化合物を原料としてアゾ染料（酸性染料）が合成されたためこの名がある。現在ではこれらの芳香族化合物は主に石油精製の際に得られるナフサを原料とした化成品から生産されており、アゾ染料もコールタールを原料とすることはほとんどなくなっている。
インディゴやアリザリンなど天然に存在する色素にも芳香族化合物から合成されるようになったものがある。また、当時は広く利用されたことから合成染料の代名詞としてタール色素といいかえられたことも多かった。しかし、今日ではアゾ染料以外にも性質や機能が異なる多種多様な色素が開発されており（記事 色素に詳しい）タール色素もそれ以外の合成色素も合成染料ないしは合成着色料と呼ばれるのが通常である。しかし、日本において「○色○号」と呼ばれる食品添加物に利用される法定色素は「食用タール色素」と命名されているのでそれら12種類の食用色素はタール色素と呼ばれることがある。開発された合成染料のすべてが食用として認可されているわけではないので、古くから食用・化粧品・医薬品に認可された経緯があるため食用色素の中ではタール色素に該当するものが相対的に多くなっている。
通常の用途では数十万以上もの合成染料が開発されており、混合により発色させることは少ない。
しかし食品や医薬品を着色する場合は安全性の確立した使用が認可されている色素は極く少数の為、タール色素など食用色素を単体で使用することよりも複数の種類を混ぜて使用することが多く、それによって微妙な色加減を調整することで、様々な色合いを作り出している。

## アゾ色素
アゾ色素 (azoic color) は、タール色素のうち、アゾ基 (-N=N-) を持つ色素の総称。

### 主なアゾ色素

#### 赤色
- 赤色2号
- 赤色3号
- 赤色40号
- 赤色102号
- 赤色201号、赤色202号、赤色203号、赤色204号、赤色205号、赤色206号、赤色207号、赤色208号
- 赤色219号
- 赤色220号、赤色221号、赤色225号、赤色227号、赤色228号
- 赤色404号、赤色405号
- 赤色501号、赤色502号、赤色503号、赤色504号、赤色505号、赤色506号

#### 黄色
- 黄色4号、黄色5号
- 黄色205号
- 黄色401号、黄色402号、黄色404号、黄色405号、黄色406号、黄色407号

#### 橙色
- 橙色203号、橙色204号、橙色205号
- 橙色401号、橙色402号、橙色403号

## 食品添加物
世界各国で利用されているが、使用可能色素をあらかじめ指定するポジティブリスト制が採用されているため、国によっては使用実態がないものの、指定はなく共通性が少ない。

### 日本
食品添加物に使用されている色素は、通常使用量により反復投与毒性試験、発がん性試験、変異原性試験で、毒性のないことが確認されたものである。
1960年代に、それまでに食品添加物として指定されていたタール色素に発がん性が発見され、相次いで指定が取り消されたため、タール色素のイメージが非常に悪化した。それ以降は、食品用途には天然物から得られる色素を、代替として用いられることが多くなっている。
- 日本の食品添加物12品目
  - 赤色2号、赤色3号、赤色40号、赤色102号、赤色104号、赤色105号、赤色106号
  - 黄色4号、黄色5号
  - 緑色3号
  - 青色1号、青色2号

### 欧州
EU法を批准せず独自の政策をとる英国においては、2007年、英国食品基準庁は食品添加物の広域スクリーニングを行い、サンセットイエローを含む数種類の合成着色料と合成保存料の安息香酸ナトリウムを同時摂取すると、子どもの注意欠陥・多動性障害の症状が増加する可能性があるとして、これらの合成着色料の使用を避けたほうがいいと勧告し2008年4月、英国食品基準庁（FSA）は注意欠陥・多動性障害(ADHD)と関連の疑われるタール色素6種類について2009年末までにメーカーが自主規制するよう勧告した。ガーディアン紙によれば、この政府勧告による自主規制の前に、大手メーカーは2008年中にもそれらの食品添加物を除去する。
- 自主規制対象のタール色素：赤色40号、赤色102号、カルモイシン、黄色4号、黄色5号、キノリンイエロー

2008年3月、欧州食品安全当局(EFSA)は同じ研究報告を評価し、観察された影響の臨床上の意義が不明なことや、研究結果の一貫性の無さ、小さなエフェクトサイズの意義が不明なこと、用量反応性の情報がないこと、食品添加物の行動への影響を誘発させる生物学的メカニズムが考えられないことを挙げ、一日摂取許容量（ADI）を変更する根拠にはならないとしている。しかし、4月イギリスは再び排除すべきだと勧告を行った。2008年のEUの法律改正(REGULATION (EC) No 1333/2008)以降は摂取量の見直し、商品ラベルに対して成分表示することと共に「子供の行動や注意に悪影響を及ぼすかもしれない」という注意文の掲示が義務づけられた。

## 化粧品
化粧品は食品添加物と比較しその種類は多い。

### 日本
- 日本の化粧品に使用可能品目83品目
  - 日本の口紅に使用可能品目58品目